# Metoda preklapajućih alela
Metoda preklapajućih alela (engl. allele sharing methods) jedna je od metoda za otkrivanje gena u humanoj genetici. 
Takav se oblik statističke analize često naziva i neparametarskom analizom jer ne zahtijeva poznavanje pokazatelja bolesti ili fenotipa. Ona se temelji na analizi genskih lokusa kod zahvaćenih članova obitelji koji imaju drukčiju frekvenciju alela na ciljnim lokusima od one koja bi se očekivala prema Mendelovim zakonima segregacije.